# Michel Renquin
Michel Renquin (ur. 3 listopada 1955 w Bastogne), belgijski piłkarz, obrońca. Długoletni zawodnik Standard de Liège.
W 1974 trafił do Standard Liège (Puchar Belgii w 1981). W sezonie 1981/82 był piłkarzem Anderlechtu. W latach 1982–1985 grał we szwajcarskim Servette FC, sięgając po puchar tego kraju (1984) i tytuł mistrzowski (1985). Później ponownie był zawodnikiem Standardu, karierę kończył w 1990 w Sionie.
W reprezentacji Belgii wystąpił 55 razy. Debiutował w 1976, ostatni raz zagrał w 1987. Grał na mistrzostwach świata w 1982 (2 spotkania) oraz w 1986 (5 meczów, czwarte miejsce). Wcześniej znajdował się wśród srebrnych medalistów ME 80.
Pracuje jako trener, najczęściej w klubach szwajcarskich.